# Sonnenfinsternis vom 2. Juli 2019
Die totale Sonnenfinsternis vom 2. Juli 2019 fand hauptsächlich über dem südlichen Pazifischen Ozean statt. Gegen Ende der Finsternis überstrich der Kernschatten des Mondes den südamerikanischen Kontinent von West nach Ost, die Finsternis endete nahe dem Río de la Plata.
Die vorausgehende totale Sonnenfinsternis fand am 21. August 2017 statt, fast zwei Jahre davor. Dazwischen hat es einen verhältnismäßig langer Zeitraum ohne zentrale Finsternis gegeben, es ereigneten sich aber vier partielle Sonnenfinsternisse, bei denen der Schattenkegel des Mondes die Erde nur streifte.

## Verlauf
Der Kernschatten traf die Erde erstmals 2000 Kilometer ostnordöstlich Neuseelands. Anschließend überstrich der Schattenpfad den Pazifik und berührte dabei kaum Festland, das unbewohnte Atoll Oeno lag in der Totalitätszone. Das Maximum der Finsternis ereignete sich um 19:23 UT (Universal Time) mitten im Pazifik (17° 23′ S, 108° 59′ W). Auf der Zentrallinie wurde dort die maximale Dauer von 4 Minuten und 33 Sekunden Totalität erreicht, der Kernschatten war dabei 201 Kilometer breit.
Gegen 20:40 UT erreichte der Kernschatten im Norden Chiles das südamerikanische Festland. Die Nachmittagssonne (16:30 Ortszeit) stand dort nur noch etwa 14 Grad über dem Horizont, da auf der Südhalbkugel im Juli Winter ist.
Die Dauer der Totalität ist dann schon auf 2 Minuten und 30 Sekunden abgesunken.
Anschließend überquerte der Schattenpfad den südamerikanischen Kontinent, erreichte Argentinien und der Kernschatten verließ etwas südwestlich von Buenos Aires die Erde.
In Chiles Hauptstadt Santiago de Chile wurde die Sonne zu 92 % verfinstert. In der Hauptstadt Argentiniens Buenos Aires, welche nur knapp nördlich der Totalitätszone liegt, wurde die Sonne zu 99,7 % verfinstert, wobei die Sonne wenige Minuten nach dem Maximum der Finsternis unterging.

## Orte in der Totalitätszone
| Land           | Ort                           | Dauer  | Uhrzeit (UT) | Bemerkung                                                              |
| -------------- | ----------------------------- | ------ | ------------ | ---------------------------------------------------------------------- |
| Pitcairninseln | Oeno                          | 2m 54s | 18:25        |                                                                        |
| Chile          | La Serena                     | 2m 15s | 20:39        |                                                                        |
| Chile          | Coquimbo                      | 2m 1s  | 20:39        |                                                                        |
| Argentinien    | Bella Vista (San Juan)        | 2m 30s | 20:41        |                                                                        |
| Argentinien    | San Juan                      | 0m 15s | 20:40        | Nur nordöstliche Stadtteile in der Totalitätszone                      |
| Argentinien    | Río Cuarto                    | 1m 58s | 20:42        | Sonne geht partiell verfinstert unter                                  |
| Argentinien    | Flughafen Buenos Aires-Ezeiza | 0m 53s | 20:44        | Sonne geht bald nach dem Ende der Totalität partiell verfinstert unter |

## Wetteraussichten

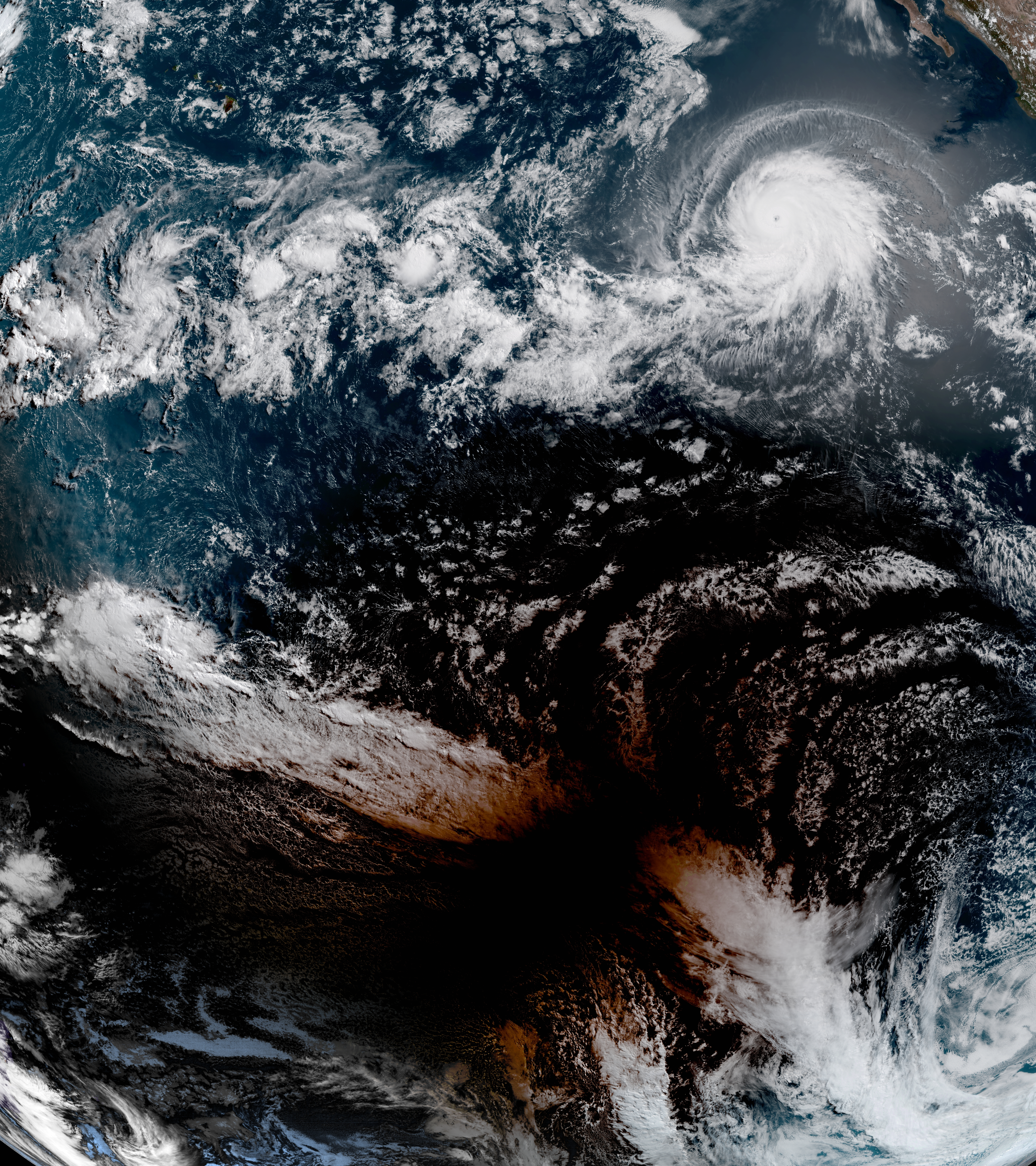
Mondschatten und Blick auf das Wettergeschehen mit Hurrikan Barbara im Pazifik

Insgesamt sind die Wetteraussichten in der Totalitätszone des winterlichen südamerikanischen Kontinents Anfang Juli durchwachsen. In Chile sind Bewölkungswahrscheinlichkeiten von etwa 40 % zu erwarten, in den Anden über 60 %. In einem schmalen Band im Windschatten der Anden auf argentinischer Seite ergeben sich Bewölkungswahrscheinlichkeiten von etwas unter 30 %, die dann schrittweise auf über 50 % zum Atlantik hin anwachsen.

## Beobachtungen und Forschungsergebnisse

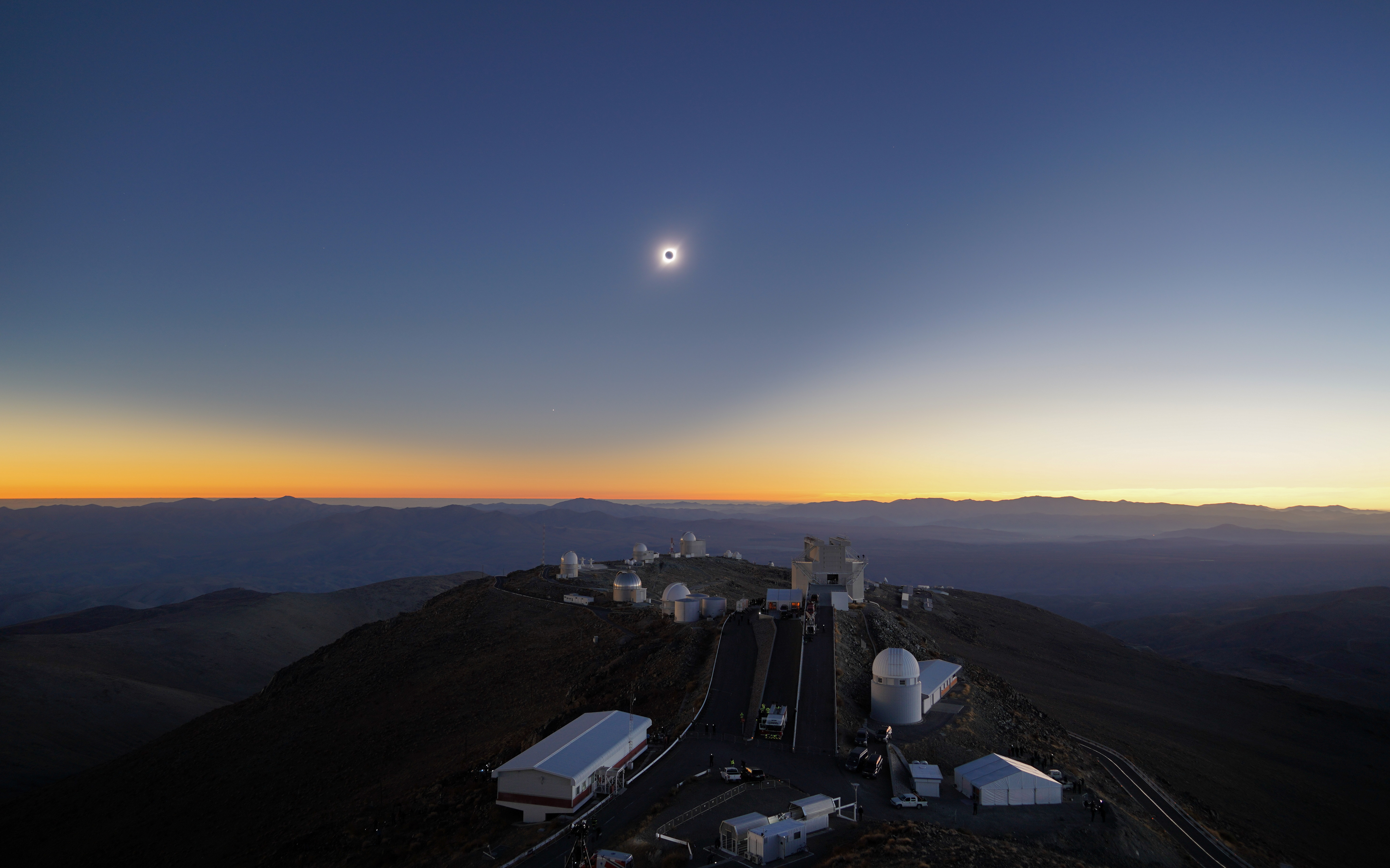
La-Silla-Observatorium 600 km nördlich von Santiago de Chile

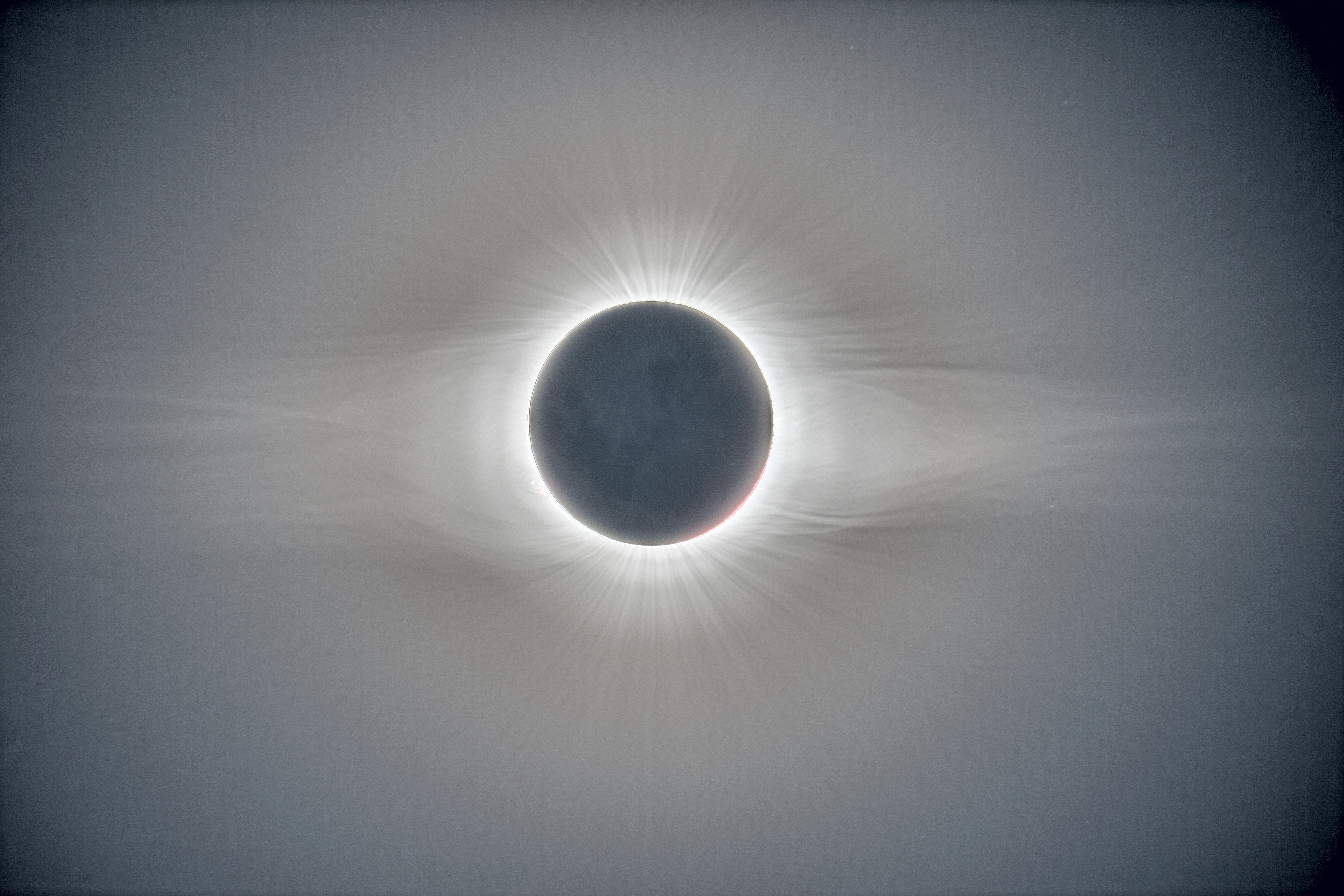
Sonnenkorona mit Relief der Mondoberfläche (ESA / ESO)

Auf dem Pfad des Kernschattens lag auch das La-Silla-Observatorium, das im Jahr 2019 50-jähriges Jubiläum feierte, ein seltenes Ereignis am Standort von Großteleskopen, das es in den vergangenen Jahren nur zweimal gab, 1961 am Observatoire de Haute-Provence und 1991 am Mauna-Kea auf Hawaii.
Es gab mehrere Forschungsprojekte, unter anderem Beobachtungen zur Korona der Sonne und eine Wiederholung des Experiments zur Bestätigung der allgemeinen Relativitätstheorie hundert Jahre zuvor (Eddington-Experiment).

## Weblinks

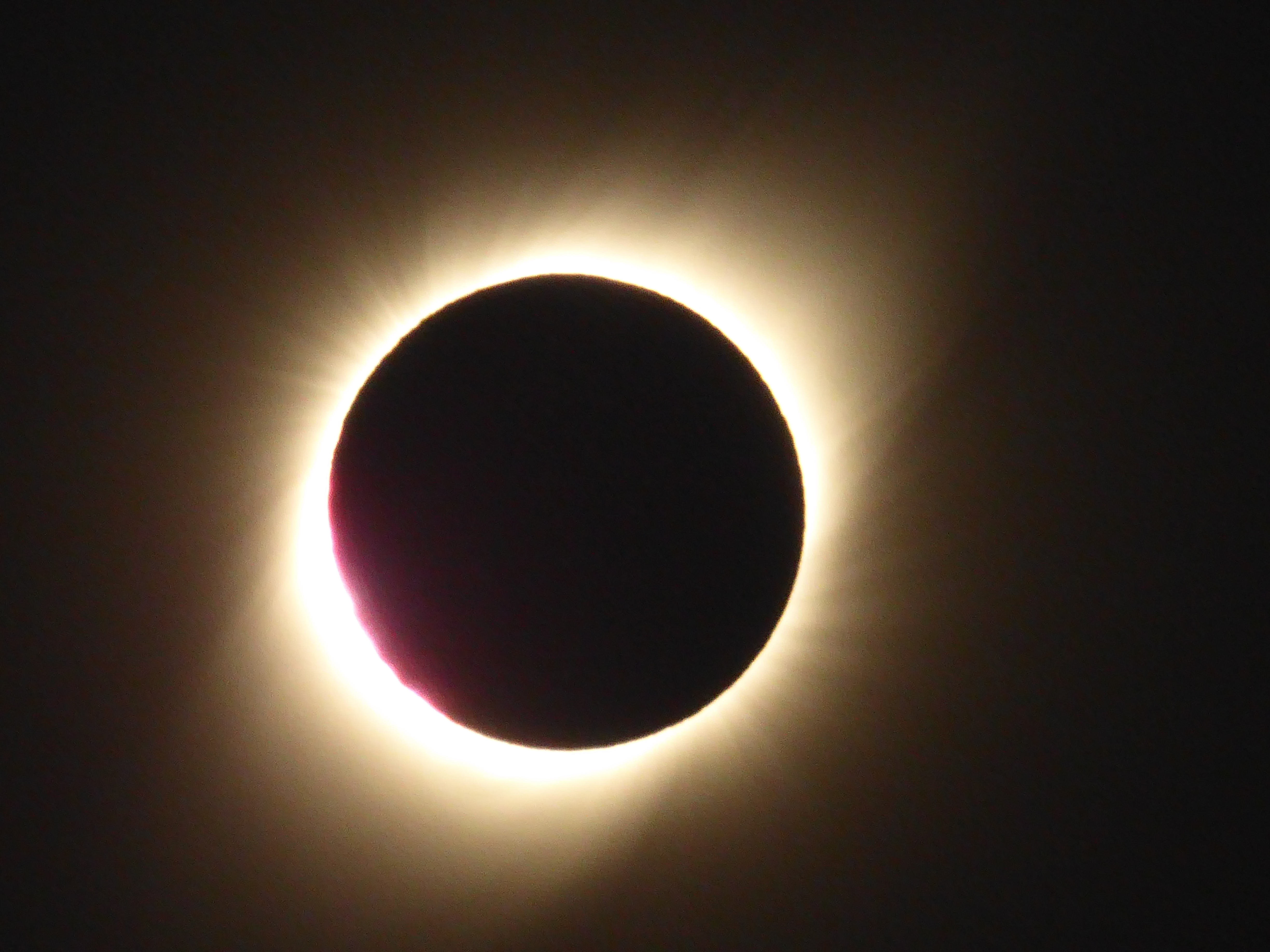
Von La Serena in Chile